# Terminologie relative aux incidents nucléaires militaires aux États-Unis

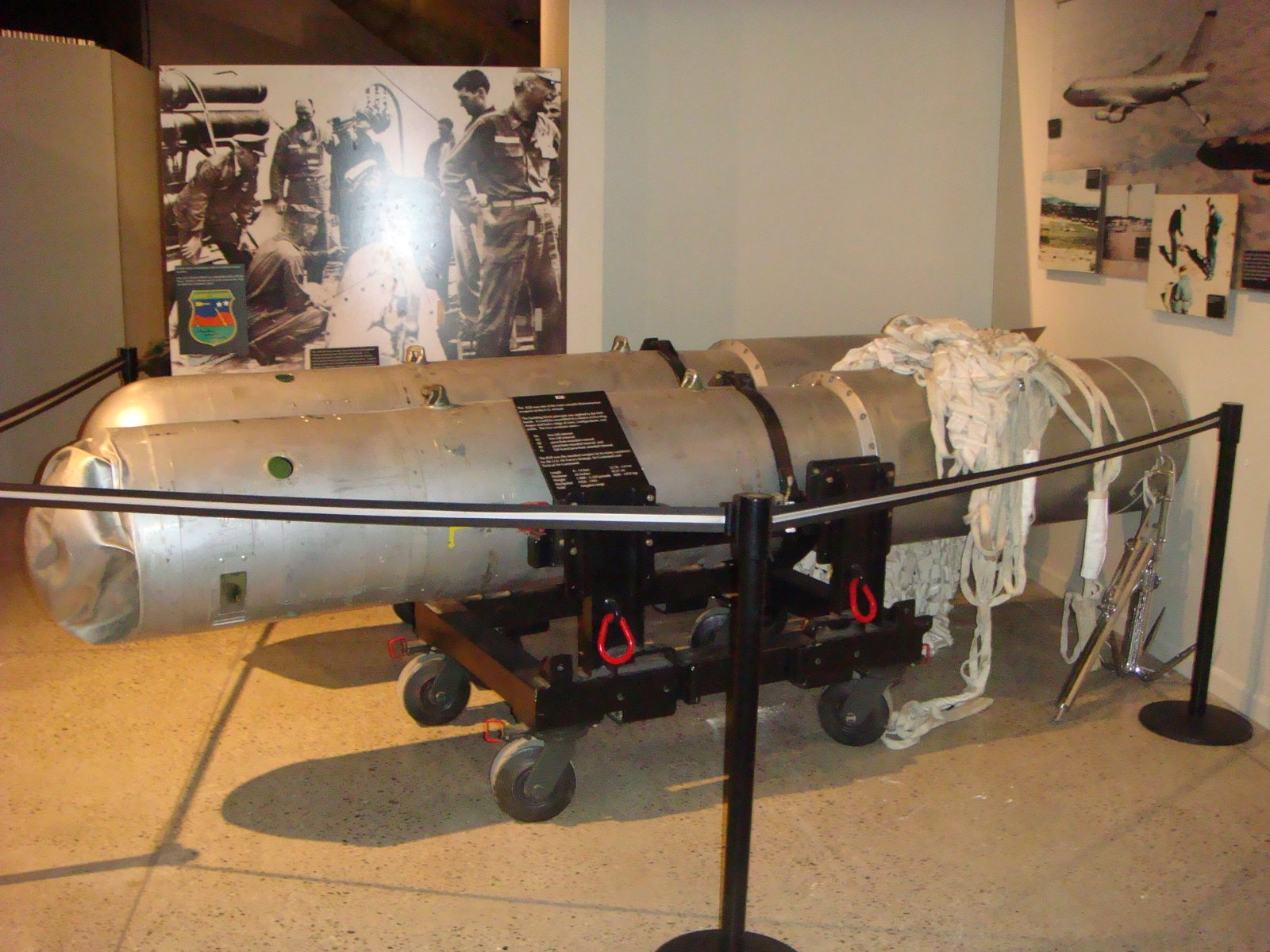
Deux bombes atomiques B28, récupérées lors de l’incident de Palomares, exposées au National Museum of Nuclear Science & History

Le ministère de la Défense des États-Unis utilise un certain nombre de termes pour définir l’ampleur et l’étendue des accidents et incidents nucléaires et radiologiques afin d’augmenter l’efficacité pour signaler le type d’incident, simplifiant ainsi les communications radio à la suite de l’événement.

## Origine
La directive 5230.16 « Nuclear Accident and Incident Public Affairs (PA) Guidance » du département de la Défense des États-Unis, ainsi que le « Joint Reporting Structure Event and Incident Reporting » du Chairman Joint Chiefs of Staff Manual, et le « United States Air Force Operation Reporting System », tels qu'énoncés dans l'Air Force Instruction 10-206 détaillent un certain nombre de termes utilisés pour signaler les incidents nucléaires en interne et en externe (y compris dans les communiqués de presse). Ils sont utilisés par les États-Unis d’Amérique et ne sont ni des normes de l’OTAN ni des normes mondiales.

## Terminologie

### Pinnacle (Sommet)
Pinnacle est un mot-code OPREP-3 (Operational Event/Incident Report) du Comité des chefs d'état-major interarmées utilisé dans la structure de l'autorité de commandement nationale des États-Unis. Le terme « Pinnacle » désigne un incident d’intérêt majeurs, dans la mesure où il :
- Génère un important déploiement militaire
- Provoque une réaction nationale
- Affecte les relations internationales
- Provoque une large couverture médiatique immédiate
- Est contraire à l’intérêt national
- Affecte la politique nationale actuelle

Tous les événements cochant toutes les caractéristiques ci-dessus sont classés Pinnacle. L'AFI 10-206 note également que le mot-code Pinnacle peut être ajouté aux termes suivants pour accélérer le signalement au Centre national de commandement militaire (NMCC).

### Bent Spear (Lance courbée)
Le nom-code Bent Spear fait référence aux incidents impliquant des armes nucléaires, des ogives, des composants ou des véhicules transportant des matières nucléaires qui présentent un intérêt significatif. Les incidents liés à Bent Spear comprennent des violations ou des manquements aux réglementations de manutention et de sécurité.
Un exemple de Bent Spear s'est produit lors de l’accident du vol d'août 2007, impliquant un bombardier B-52 volant de la base aérienne de Minot à la base aérienne de Barksdale. Celui-ci transportait six missiles de croisière avec des ogives nucléaires actives,.

### Broken Arrow (Flèche brisée)
Le nom-code Broken Arrow fait référence à un événement accidentel impliquant des armes nucléaires, des ogives ou des composants qui ne crée pas de risque de guerre nucléaire. Il s'agit notamment de :
- Explosion nucléaire accidentelle ou inexpliquée
- Détonation ou combustion d'une arme nucléaire
- Contamination radioactive
- Perte en transit d'un actif nucléaire avec ou sans son véhicule de transport
- Largage d'une arme nucléaire ou d'un composant nucléaire
- Danger public, réel ou implicite

Le Ministère de la Défense a officiellement reconnu au moins 32 Broken Arrows entre 1950 et 1980. Voici quelques incidents :
- Crash d'un B-36 en Colombie-Britannique en 1950
- Disparition du B-47 en 1956
- Incident de perte d'arme nucléaire du B-47 de Mars Bluff en 1958
- Collision aérienne de Tybee Island en 1958
- Crash d'un B-52 à Yuba City en 1961
- Crash du B-52 à Goldsboro en 1961
- Crash du B-52 à Savage Mountain en 1964
- Accident de piste de la base aérienne de Bunker Hill en 1964
- Incident du A-4 en mer des Philippines en 1965
- 1966 Accident du Palomares B-52[6]
- Crash d'un B-52 sur la base aérienne de Thulé en 1968
- Explosion du missile Titan de Damas en 1980

Officieusement, la Defense Atomic Support Agency (maintenant connue sous le nom de Defense Threat Reduction Agency (DTRA)) a recensé des centaines de Broken Arrows.

### Nucflash
Le nom-code Nucflash fait référence à la détonation certaine ou possible d'une arme nucléaire qui crée un risque de déclenchement d'une guerre nucléaire. Les événements qui peuvent être classés Nucflash incluent :
- Détonation nucléaire accidentelle, non autorisée.
- Lancement accidentel ou non autorisé d’un missile doté de l’arme nucléaire ou à capacité nucléaire en direction d’un autre pays doté de l’arme nucléaire ou ayant la capacité d’une importante riposte.
- Vol non autorisé ou déviation d’un plan de vol approuvé par un aéronef doté de l’arme nucléaire ou à capacité nucléaire et capable de pénétrer l’espace aérien d’un autre pays avec une capacité nucléaire.
- Détection d’objets non identifiés par un système d’alerte de missile et qui pourrait créer un risque de guerre nucléaire.

Ce terme est celui qui a la plus grande priorité dans la structure de rapport OPREP-3. Tous les autres termes de rapport tels que Broken Arrow, Empty Quiver, etc., bien que très importants, sont secondaires par rapport à ce rapport.

### Désactivation d'urgence
La désactivation d’urgence fait référence aux opérations impliquant la destruction d’urgence d’une arme nucléaire.

### Évacuation d'urgence
L’évacuation d’urgence fait référence aux opérations impliquant l’évacuation d’urgence d’armes nucléaires.

### Empty Quiver (Carquois vide)
Empty Quiver fait référence à la saisie, au vol ou à la perte d’une arme nucléaire fonctionnelle.

### Faded Giant (Géant fané)
Faded Giant fait référence à un événement impliquant un réacteur nucléaire civil ou militaire, ou un autre accident radiologique n'impliquant pas d'armes nucléaires, comme l'explosion du réacteur SL-1.

### Dull Sword (Épée émoussée)
Dull Sword fait référence aux rapports d’incidents mineurs impliquant des armes, des composants ou des systèmes nucléaires, ou qui pourraient nuire à leur déploiement. Cela pourrait inclure des actions impliquant des véhicules capables de transporter des armes nucléaires mais sans armes nucléaires à bord au moment de l’accident. Cette expression est également utilisée dans les rapports de dommages ou de déficiences concernant des équipements, ou des outils conçus pour être utilisés sur des armes nucléaires ou sur les systèmes de largage d'armes nucléaires d'avions à capacité nucléaire.